# 2:2-Pull-down
2:2-Pull-down bezeichnet die Verschiebung mehrerer Halbbilder eines Videomaterials um ein Halbbild nach vorn oder nach hinten.
Normalerweise besteht ein Einzelbild aus einem ungeraden und einem geraden Halbbild, die bei progressivem Bildmaterial wieder ein Vollbild ergeben.
Es kommt jedoch häufig vor, dass diese Reihenfolge um ein Halbbild verschoben wird: Es kommt also dazu, dass ein gerades Halbbild vom vorherigen Einzelbild mit dem ungeraden Halbbild des aktuellen Einzelbildes zusammengesetzt wird, wodurch ein fehlerhaftes Vollbild entsteht.
Mit dem 2:2-Pull-down ist es möglich, diese Verschiebung wieder zu korrigieren und somit wieder ein progressives Bildmaterial zu erhalten.
Genau wie die Inverse-Telecine-Technik ist das 2:2-Pull-down bei TFT- und Plasma-Fernsehern von großer Bedeutung, da diese Bildschirme nur Vollbilder darstellen können.